# ТЕЦ Уайгаоцяо
ТЕЦ Уайгаоцяо е голяма топлоелектрическа централа в Шанхай, Китай.
Тя е втората най-голяма ТЕЦ с въглища в света и най-голямата ТЕЦ в Китай, заедно с ТЕЦ „Гуодиен Бейлун“ с инсталиран капацитет 5000 MW. Централата произвежда до 11.4 TWh енергия годишно.